# Wola Mała (województwo podkarpackie)
Wola Mała – wieś w Polsce położona w województwie podkarpackim, w powiecie łańcuckim, w gminie Czarna.
| SIMC    | Nazwa  | Rodzaj    |
| ------- | ------ | --------- |
| 0647552 | Piława | część wsi |

W latach 1975–1998 miejscowość administracyjnie należała do województwa rzeszowskiego.
Wieś leży około 4 km na północ od Łańcuta. Na północ od wsi w odległości 0,5 km przebiega autostrada A4.
We wsi znajduje się: Zespół Szkół im. Kornela Makuszyńskiego, przedszkole, boisko sportowe, kościół filialny pw. Niepokalanego Poczęcia NMP należący do parafii św. Józefa w Łańcucie, Gminny Ośrodek Kultury oraz Dom zakonny Służebniczek starowiejskich.

## Osoby związane z miejscowością
- bp Stefan Moskwa (1935–2004) – rektor WSD w Przemyślu, biskup pomocniczy archidiecezji przemyskiej